# Hakomakura

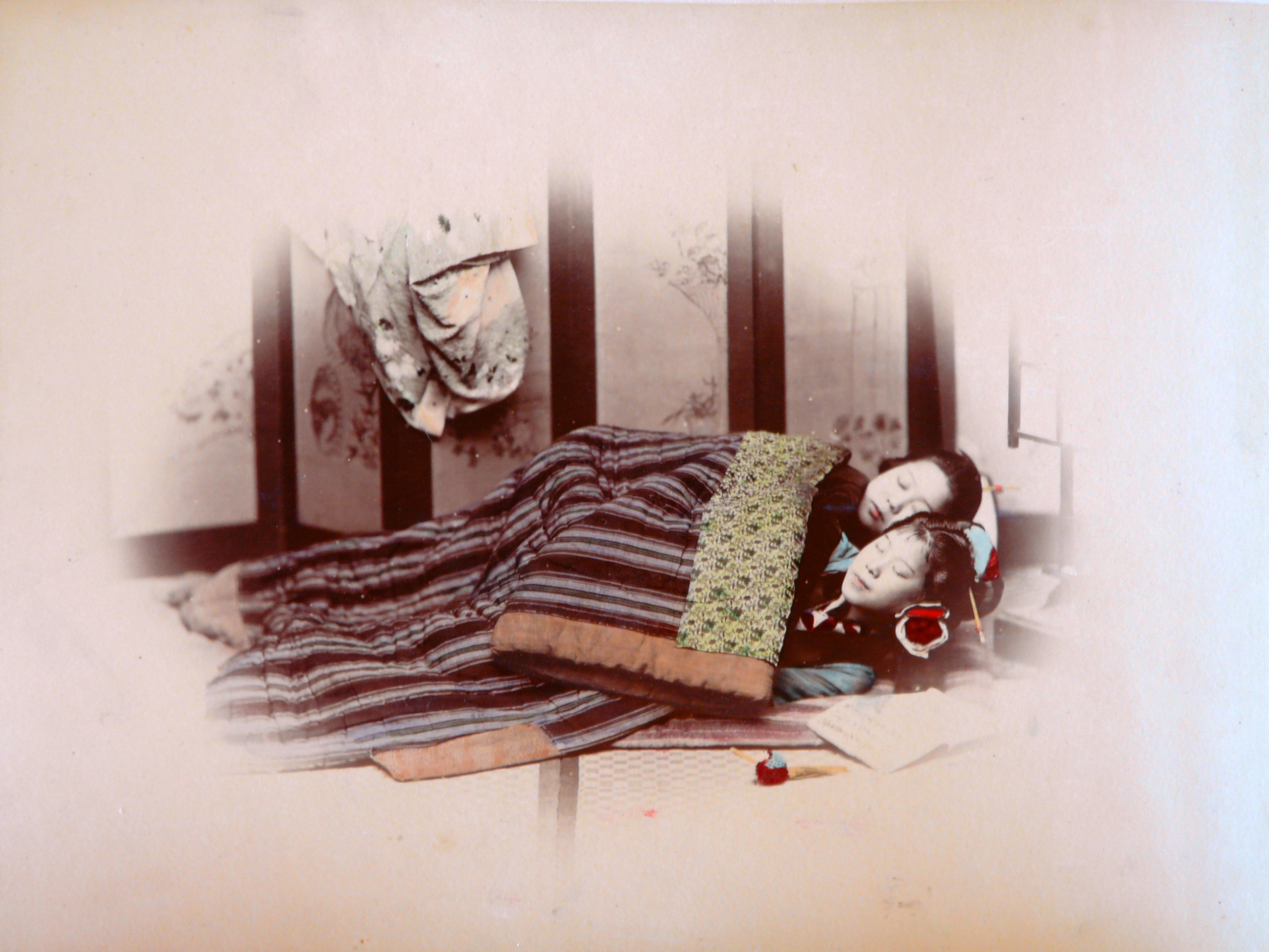
Giapponesi che dormono su un futon posando la testa sullhakomakura, in una foto del 1886 di Adolfo Farsari

L'hakomakura (箱枕?), detto anche takamakura (高枕?), è un sostegno per il collo a forma di forcella, utilizzato dalla geisha al modo di un normale cuscino. Poggiando il collo sull'hakomakura, la testa resta libera, sollevata rispetto al futon. Evita così che, dormendo con il capo sul guanciale, si possa disfare la complessa acconciatura caratteristica che la impegna, insieme agli esperti pettinatori, in estenuanti sedute che possono durare anche ore.